# Hibiscus hochreutineri
Hibiscus hochreutineri är en malvaväxtart som beskrevs av Antonio Krapovickas och Fryxell. Hibiscus hochreutineri ingår i Hibiskussläktet som ingår i familjen malvaväxter. Inga underarter finns listade i Catalogue of Life.